# 昂古梅
昂古梅（法語：Angoumé，法語發音：[ɑ̃ɡume]）是法国朗德省的一个市镇，属于达克斯区。

## 地理
昂古梅（43°41'17"N, 1°8'13"W）面积7.83 平方千米，位于法国新阿基坦大区朗德省，该省份为法国西南部沿海省份，是法國本土面积第二大的省，北起吉倫特省，西临大西洋，南至大西洋比利牛斯省，东临热尔省，东北与洛特-加龍省接壤。
与昂古梅接壤的市镇（或旧市镇、城区）包括：梅斯、里维耶尔-萨斯和古尔比、圣保罗莱达克斯、泰尔西斯莱班、马热斯克。

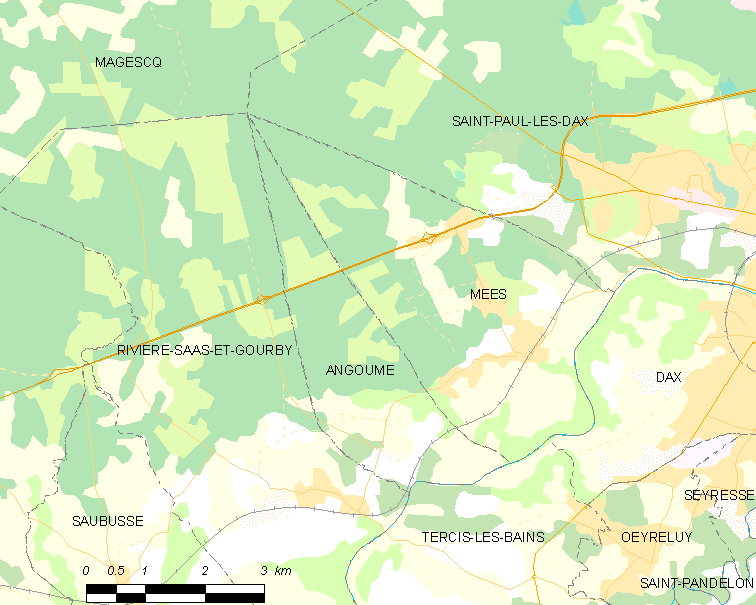
昂古梅的OSM定位图

昂古梅的时区为UTC+01:00、UTC+02:00（夏令时）。

## 行政
昂古梅的邮政编码为40990，INSEE市镇编码为40003。

## 政治
昂古梅所属的省级选区为达克斯第一县。

## 人口

1962-2008年间昂古梅人口变化图示

昂古梅于2022年1月1日时的人口数量为266人。